# Proza

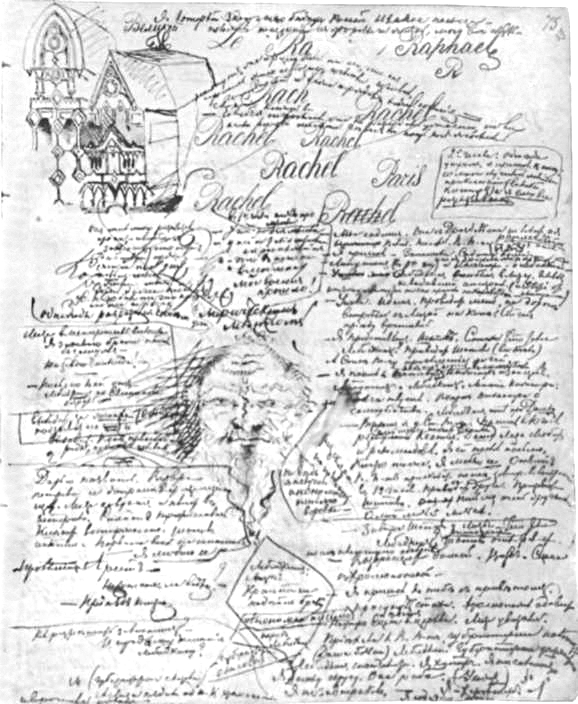
Karta rękopisu powieści Biesy Fiodora Dostojewskiego

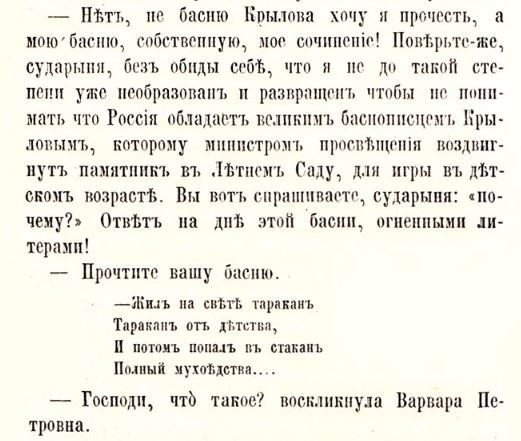
Drukowany tekst prozatorski: fragment karty z pierwszej edycji Biesów Fiodora Dostojewskiego

Proza – pojęcie z zakresu teorii literatury, mające różne znaczenia:
- „mowa niewiązana”, historycznie przeciwstawiana poezji[1]
- „mowa pospolita”, która służy do komunikacji i spełniania funkcji poznawczych, przeciwstawiana mowie poetyckiej[1] [2]
- wszelkie utwory narracyjno-fabularne, takie jak powieści, opowiadania, nowele, w odróżnieniu od utworów dramatycznych i poezji lirycznej[1]